# 穆尼奥韦罗斯
穆尼奥韦罗斯，是西班牙卡斯蒂利亚-莱昂塞戈维亚省的一个市镇。 总面积19平方公里，总人口207人（2001年），人口密度11人/平方公里。